# Das Arsenal
Das Arsenal – Verlag für Kultur und Politik ist ein literarisch orientierter Kleinverlag mit dem Sitz in Berlin-Charlottenburg.

## Geschichte
Das Arsenal wurde am 14. Juli 1977 von dem Buchhändler, promovierten Germanisten und ehemaligen Lektor Peter Moses-Krause (1943–2023) gegründet, der den Verlag unter Mitarbeit seiner Frau Jutta Siegert geführt hat. Hervorgegangen aus der linken 68er-Bewegung in Berlin, hatte der Verlag in den ersten Jahren ein prononciert politisches Programm. Inzwischen liegt der Schwerpunkt auf den kleinen literarischen Formen, insbesondere der Essayistik und dem urbanen literarischen Feuilleton, sowie auf der Beschäftigung mit jüdisch-deutschen Themen im Schatten des Holocaust. Dabei bewahrt der Verlag ein deutlich säkulares und an der Aufklärung ausgerichtetes Profil.

## Programm
Das Arsenal machte zahlreiche z. T. deutsch-jüdische Feuilletonisten der ersten Hälfte des 20. Jahrhunderts wieder zugänglich, darunter Arthur Eloesser, Victor Auburtin, dem eine Werkausgabe gewidmet ist, Karl Wolfskehl, Hans Siemsen, Béla Balázs und vor allem Franz Hessel, dessen Spazieren in Berlin unter dem Titel Ein Flaneur in Berlin einer der großen Erfolge des Verlags wurde.
Zu den zeitgenössischen, im Arsenal verlegten Autoren der kleinen Form im deutschsprachigen Raum gehören u. a. Heinz Knobloch und Christine Wolter.
Daneben verlegt Das Arsenal auch Übersetzungen u. a. aus dem Französischen, Italienischen und Ungarischen. 2013 brachte Das Arsenal die seit Jahrzehnten erste deutschsprachige Ausgabe des Vaters des französischen Feuilletons, Charles-Augustin Sainte-Beuve, heraus.
Im Gedenken an die antijüdischen Pogrome rief Moses-Krause die Reihe Bibliothek des 9. November ins Leben, in der u. a. Giacomo Debenedettis Am 16. Oktober 1943 und Claude Vigée mit seiner Autobiographie Un panier de houblon unter dem Titel Bischweiler oder der Große Lebold erschienen.